# Władimir Bystrow
Władimir Witaliewicz Bystrow (ros. Владимир Витальeвич Быстров, ur. 31 stycznia 1984 w Łudze) – rosyjski piłkarz grający na pozycji prawego pomocnika.

## Kariera klubowa
Bystrow urodził się w obwodzie leningradzkim. Mając 9 lat trafił do piłkarskiej szkółki Smena, znajdującej się w Petersburgu. W wieku 17 lat przeszedł do Zenitu Petersburg i w 2001 roku zadebiutował w jego barwach w rozgrywkach Premier Ligi. Był to jednak jego jedyny mecz w tamtym sezonie. W 2002 roku wystąpił już w większej liczbie meczów oraz zadebiutował w Pucharze UEFA. W Premier Lidze Zenit zakończył sezon na 10. pozycji. W 2003 roku Bystrow został wicemistrzem Rosji, a także wywalczył swoje pierwsze trofeum – Puchar Ligi Rosyjskiej. W 2004 roku zajął z Zenitem 4. lokatę w lidze. W Zenicie występował także przez pierwszą połowę 2005 roku, a latem opuścił klub, dla którego wystąpił łącznie w 74 ligowych spotkaniach i strzelił w nich 6 bramek.
Bystrow za 4 miliony euro przeszedł do Spartaka Moskwa. Tam, podobnie jak w Zenicie, stał się podstawowym zawodnikiem zespołu i zadebiutował w rozgrywkach Ligi Mistrzów. W 2005 roku wywalczył wicemistrzostwo Rosji, a sukces ten powtórzył także w 2006 oraz 2007 roku. W Moskwie Bystrow występował do 2009 roku, po czym powrócił do swojego byłego klubu.
Na początku 2014 został wypożyczony do Anży Machaczkała, a latem 2014 odszedł do FK Krasnodar. W sezonie 2017/2018 grał w FK Tosno.
| Sezon     | Klub             | Kraj  | Rozgrywki    | Mecze | Bramki |
| --------- | ---------------- | ----- | ------------ | ----- | ------ |
| 2001      | Zenit Petersburg | Rosja | Premier Liga | 1     | 0      |
| 2002      | Zenit Petersburg | Rosja | Premier Liga | 11    | 0      |
| 2003      | Zenit Petersburg | Rosja | Premier Liga | 20    | 4      |
| 2004      | Zenit Petersburg | Rosja | Premier Liga | 30    | 1      |
| 2005      | Zenit Petersburg | Rosja | Premier Liga | 12    | 1      |
| 2005      | Spartak Moskwa   | Rosja | Premier Liga | 15    | 3      |
| 2006      | Spartak Moskwa   | Rosja | Premier Liga | 24    | 6      |
| 2007      | Spartak Moskwa   | Rosja | Premier Liga | 18    | 3      |
| 2008      | Spartak Moskwa   | Rosja | Premier Liga | 24    | 1      |
| 2009      | Spartak Moskwa   | Rosja | Premier Liga | 18    | 4      |
| 2009      | Zenit Petersburg | Rosja | Premier Liga | 10    | 6      |
| 2010      | Zenit Petersburg | Rosja | Premier Liga | 25    | 6      |
| 2011/2012 | Zenit Petersburg | Rosja | Premier Liga | 12    | 1      |
| 2012/2013 | Zenit Petersburg | Rosja | Premier Liga | 20    | 3      |
| 2013/2014 | Zenit Petersburg | Rosja | Premier Liga | 15    | 0      |
| 2013/2014 | Anży Machaczkała | Rosja | Premier Liga | 11    | 1      |
| 2014/2015 | FK Krasnodar     | Rosja | Premier Liga | 19    | 3      |
| 2015/2016 | FK Krasnodar     | Rosja | Premier Liga | 13    | 0      |
| 2016/2017 | FK Krasnodar     | Rosja | Premier Liga | 8     | 0      |
| 2017/2018 | FK Tosno         | Rosja | Premier Liga | 3     | 0      |

## Kariera reprezentacyjna
Bystrow ma za sobą występy w młodzieżowej reprezentacji Rosji. Natomiast w pierwszej kadrze zadebiutował 7 czerwca 2003 roku w zremisowanym 2:2 meczu ze Szwajcarią. Rok później znalazł się w składzie na Euro 2004. Tam wystąpił w grupowym spotkaniu z Portugalią. Bystrow pojechał także na kolejną edycję Mistrzostw Europy. Rosja dotarła do półfinału, zaś on sam zagrał w dwóch meczach fazy grupoowej.

### Bramki w reprezentacji
| #  | Data              | Miejsce                                  | Przeciwnik         | Bramka | Rezultat | Rozgrywki            |
| -- | ----------------- | ---------------------------------------- | ------------------ | ------ | -------- | -------------------- |
| 1. | 15 listopada 2006 | Stadion Miasta Skopje, Skopje, Macedonia | Macedonia Północna | 0:1    | 0:2      | Eliminacje Euro 2008 |
| 2. | 8 lutego 2007     | Amsterdam ArenA, Amsterdam, Holandia     | Holandia           | 2:1    | 4:1      | Towarzyski           |
| 3. | 23 maja 2008      | Stadion Lokomotiwu, Moskwa, Rosja        | Kazachstan         | 2:0    | 6:0      | Towarzyski           |
| 4. | 4 czerwca 2008    | Wacker Arena, Burghausen, Niemcy         | Litwa              | 4:1    | 4:1      | Towarzyski           |